# Stanislas Julien
Stanislas Aignan Julien, né à Orléans le 21 septembre 1799 et mort à Paris le 14 février 1873, est un sinologue français.

## Biographie
Il était titulaire de la chaire de langue et littérature chinoises et tartare-mandchoues au Collège de France de 1832 à 1873 dont il a été l'administrateur, et a été élu membre de l'Académie des inscriptions et belles-lettres en 1833.
Il succède à Abel Rémusat, qui a été son professeur, au Collège de France. Très jeune, il apprend le grec, l'arabe, l'hébreu, le persan, le sanskrit et le chinois. Abel Rémusat lui enseigne également le mandchou.
Il a été inhumé au cimetière du Montparnasse, mais sa tombe a été relevée.

## Prix Stanislas Julien
Le Prix Stanislas-Julien est un prix décerné chaque année par l'Académie des inscriptions et belles-lettres pour récompenser une œuvre de sinologie publiée au cours de l'année précédente. Il a créé en 1872 et attribué pour la première fois en 1875: 

« •Prix Stanislas Julien•
Par son testament olographe, en date du 26 octobre 1872, M. Stanislas Julien, membre de l’Institut, a légué à l’Académie des inscriptions et belles-lettres une rente de quinze cents francs pour fonder un prix annuel en faveur du meilleur ouvrage relatif à la Chine. »

## Principales publications

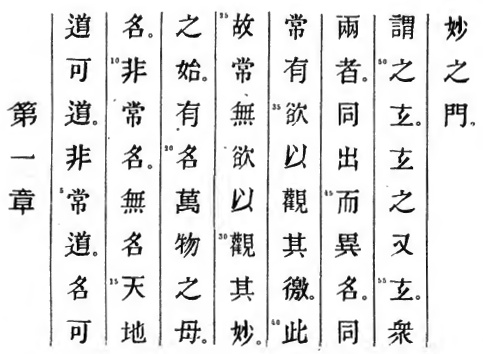
Premier chapitre de Le Livre de la Voie et de la Vertu, texte établi par Stanislas Julien. Les colonnes se lisent de gauche à droite.

- Meng Tseu, vel Mencium, inter Sinenses philosophos ingenio, doctrina, nominisque claritate Confucio proximum, edidit, latina interpretatione et perpetuo commentario (2 volumes, 1828)
- Méthode de J. Carstairs, faussement appelée Méthode américaine, ou l'art d'apprendre à écrire en peu de leçons, traduite de l'anglais, d'après la sixième édition (2 volumes, 1828)
- Hoeï-lan-ki, ou l'Histoire du cercle de craie, drame en prose et en vers (1832)
- Blanche et Bleue, ou les deux couleuvres fées, roman chinois (1834)
- Tchao-chikou-eul, ou l'Orphelin de la Chine, drame en prose et en vers, accompagné des pièces historiques qui en ont fourni le sujet, de nouvelles et de poésies chinoises (1834)
- Thaï-chang. Le livre des récompenses et des peines, en français, accompagné de quatre cents légendes (1835)
- Résumé des principaux traités chinois sur la culture des mûriers et l'éducation des vers à soie (1837)
- Examen critique de quelques pages de chinois relatives à l'Inde, traduites par M. G. Pauthier, accompagné de discussions grammaticales sur certaines règles de position qui, en chinois, jouent le même rôle que les inflexions dans les autres langues, par M. Stanislas Julien (1841)
- Exercices pratiques d'analyse, de syntaxe et de lexicographie chinoise (1842)
- Le Livre de la voie et de la vertu, composé dans le VIe siècle avant l'ère chrétienne, par le philosophe Lao-Tseu, traduit en français et publié avec le texte chinois et un commentaire perpétuel (1842)
- Notices sur les pays et les peuples étrangers, tirées des géographes et des historiens chinois (1846)
- Concordance sino-sanskrite de titres d'ouvrages bouddhiques dans un catalogue chinois de 1306 (1849)
- Voyages des pèlerins bouddhistes. I. Huili (慧立) et Yancong (彥悰) (trad. Stanislas Julien), Histoire de la vie de Hiouen-Thsang et de ses voyages dans l'Inde : depuis l'an 629 jusqu'en 645, par Hoeï-Li et Yen-Thsang, Paris, Benjamin Duprat,‎ 1853 (OCLC 4122037, lire en ligne)
- Histoire et fabrication de la porcelaine chinoise (1856)
- Voyages des pèlerins bouddhistes. II et III. Mémoires sur les contrées occidentales, traduits du sanscrit en chinois par Hiouen-Thsang (Xuan Zang), en l'an 648 (2 volumes, 1857-1858)
- Les Avadânas, contes et apologues indiens inconnus jusqu'à ce jour, suivis de fables, de poésies et de nouvelles chinoises (3 volumes, 1859)
- Contes et apologues indiens inconnus jusqu'à ce jour (2 volumes, 1860)
- P'ing-chan-ling-yen. Les Deux Jeunes Filles lettrées, roman chinois (2 volumes, 1860)

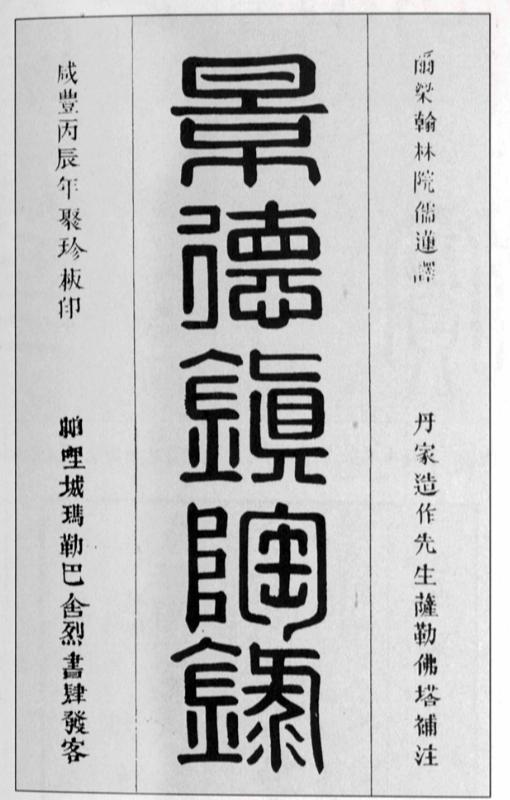
Histoire et fabrication de la porcelaine chinoise de Stanislas Julien (1856)

- Nouvelles chinoises : la Mort de Tong-Tcho ; le Portrait de famille ou la peinture mystérieuse ; les Deux frères de sexe différent (1860)
- Méthode pour déchiffrer et transcrire les noms sanscrits qui se rencontrent dans les livres chinois, à l'aide de règles, d'exercices et d'un répertoire de onze cents caractères chinois idéographiques employés alphabétiquement, inventée et démontrée par M. Stanislas Julien (1861)
- Yu kiao li. Les deux cousines (2 volumes, 1864)
- Documents historiques sur les Tou-kioue (Turcs) (1864)
- Thsien-tseu-wen. Le Livre des mille mots, le plus ancien livre élémentaire des chinois publié avec une double traduction et des notes (1864)
- Industries anciennes et modernes de l'empire chinois, d'après des notices traduites du chinois par M. Stanislas Julien, et accompagnées de notices industrielles et scientifiques par M. Paul Champion (1869)
- Syntaxe nouvelle de la langue chinoise, fondée sur la position des mots, suivie de deux traités sur les particules et les principaux termes de grammaire, d'une table des idiotismes, de fables, de légendes et d'apologues, traduits mot à mot par M. Stanislas Julien. - Syntaxe nouvelle de la langue chinoise, confirmée par l'analyse d'un texte ancien, suivie d'un petit dictionnaire du roman des deux cousines et de dialogues dramatiques (2 volumes, 1869-1870)
- Si-siang-ki ou L'histoire du pavillon d'Occident, comédie en seize actes, traduite du chinois par Stanislas Julien, avec des notes explicatives et le texte en regard des vers (1872-1880)
- San-tseu-king, Le livre de phrases de trois mots en chinois et en français, Genève, H. Georg, libraire éditeur (1873).